# Edoslottet

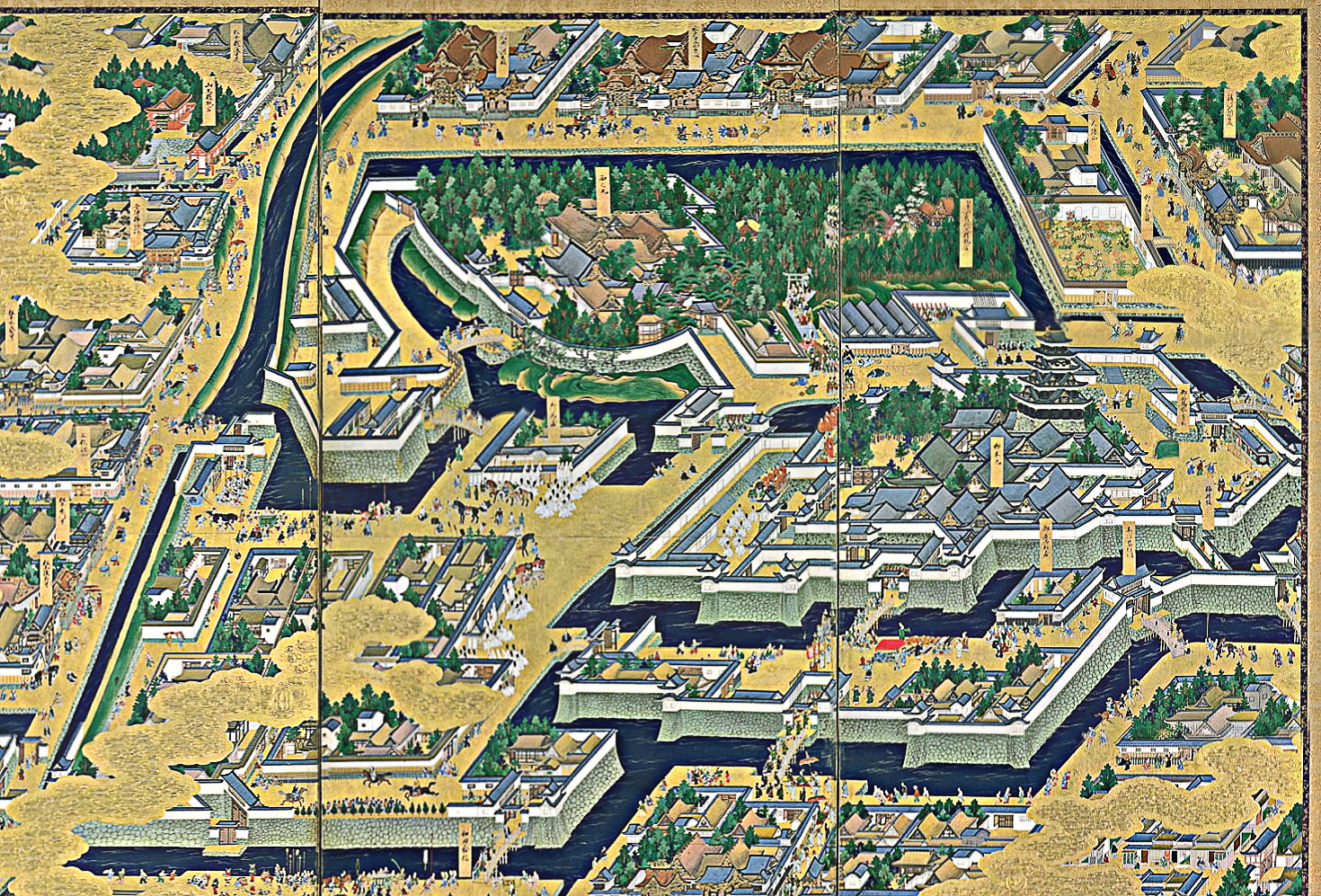
Illustration av Edoslottet från 1600-talet.

Edoslottet (江戸城 Edo-jō), även känt som Chiyodaslottet (千代田城 Chiyoda-jō), var ett slott som byggdes 1457 av Ōta Dōkan. Det var beläget i Chiyoda i Tokyo, som då hette Edo. 
Slottet var residens för shogun. Tokugawa Ieyasu etablerade Tokugawashogunatet här och flyttade därmed den reella makten från kejsarfamiljens Kyoto till Edo.  Efter Meijirestaurationen blev slottet kejserligt residens. Det brann ned år 1873 och ersattes 1888 av Kejsarpalatset i Tokyo, som byggdes på samma plats. Vissa vallgravar, murar och ringmurar av Edoslottet finns fortfarande kvar.